# Jan Frait
Jan Frait (* 28. listopadu 1965 Slavičín) je český ekonom, profesor ekonomie, v letech 2000 až 2006 a opět od roku 2022 člen bankovní rady České národní banky, od února 2023 viceguvernér ČNB, od roku 2007 do roku 2022 v České národní bance zodpovědný za oblast finanční stability a makroobezřetnostní politiky.

## Život
Absolvoval gymnázium ve Valašských Klouboukách. Vystudoval obor ekonomika průmyslu na Ekonomické fakultě Vysoké školy báňské v Ostravě (promoval v roce 1988 a získal tak titul Ing.). I další vzdělání absolvoval na této fakultě - nejprve v roce 1995 ukončil doktorské studium v oboru ekonomie (a obdržel titul Dr.), o tři roky později se ve stejném oboru habilitoval a v roce 2002 byl jmenován profesorem. Jeho stěžejními tématy jsou makroekonomie, měnová teorie a mezinárodní finance, finanční stabilita a makroobezřetnostní politika.
V roce 1990 začal působit jako odborný asistent na Katedře ekonomie Ekonomické fakulty VŠ báňské v Ostravě (později přejmenované na VŠB-TU v Ostravě), od roku 1999 pak jako docent. Od května 1999 do listopadu 2000 navíc zastával funkci proděkana pro vědu a výzkum a v letech 2000 až 2005 byl členem vědecké rady VŠB-TU v Ostravě.
Na konci listopadu 2000 jej prezident Václav Havel jmenoval členem bankovní rady České národní banky, funkce se ujal dne 1. prosince 2000. V této pozici byl v letech 2000 až 2004 zodpovědný za peněžní oběh a za platební styk, od roku 2005 pak za měnovou politiku a statistiku. Zároveň je od téhož roku členem Výboru pro hospodářskou politiku OECD. V bankovní radě působil do 30. listopadu 2006. V ČNB ale zůstal i po vypršení mandátu, a to jako poradce. Od října 2007 se stal náměstkem ředitele samostatného odboru ekonomického výzkumu a finanční stability ústředí ČNB, od roku 2010 pak vedl samostatný útvar finanční stability. Od února 2023 je pak jako viceguvernér ČNB zodpovědný za obezřetnostní dohled nad finančním trhem. 
Je dlouholetým členem České společnosti ekonomické, v níž od roku 1999 zastával funkci člena republikového představenstva a od prosince 2001 do ledna 2004 byl jejím prezidentem (tato instituce mu navíc již v roce 1995 udělila ocenění Mladý ekonom roku). V březnu 2006 byl jmenován členem vědecké rady Univerzity Karlovy v Praze, v níž působil do roku 2010.
Působil jako člen výboru pro hospodářskou politiku OECD (2004-2006), výboru pro bankovní dohled ECB (2007-2011) a poradního technického výboru Evropské rady pro systémová rizika (2012-dosud). Angažoval se také jako dlouholetý editor časopisu Finance a úvěr-Czech Journal of Economics and Finance (několik let byl i jeho šéfredaktorem). Dále je členem Centre for Euro-Asian Studies při britské University of Reading a jejím zástupcem pro ČR.
Dne 8. června 2022 jej prezident ČR Miloš Zeman jmenoval členem bankovní rady České národní banky, a to s účinností od 1. července 2022. V prosinci 2022 jej prezident ČR Miloš Zeman jmenoval viceguvernérem bankovní rady ČNB, a to s účinností od 13. února 2023.
Jan Frait je ženatý a má jednu dceru.